# Mélantho
Selon la mythologie grecque, dans l’Odyssée, Mélantho (en grec ancien : Μελανθώ / Melanthṓ), fille de Dolios, est une servante que Pénélope a élevée comme sa fille. Elle  n'est nommée qu'à la fin de l'épopée, au retour d'Ulysse en sa demeure à Ithaque, déguisé en mendiant.
On nous précise d'emblée qu'elle est la maîtresse d'un des prétendants de Pénélope, Eurymaque.
Elle insulte Ulysse par deux fois : d'abord à cause de sa victoire contre Iros, un autre mendiant qui voulait le chasser ; une autre fois, l'accusant de vouloir rôder et espionner les femmes de la maison, elle menace de le frapper.
En tant que servante infidèle, elle a dû en subir le sort, même si son nom n'apparaît pas, et donc être pendue par Télémaque.